# Фалмут (переписна місцевість, Мен)
Фалмут (англ. Falmouth) — переписна місцевість (CDP) в США, в окрузі Камберленд штату Мен. Населення — 1988 осіб (2020).

## Географія
Фалмут розташований за координатами 43°42′41″ пн. ш. 70°14′25″ зх. д. / 43.71139° пн. ш. 70.24028° зх. д. (43.711446, -70.240336).  За даними Бюро перепису населення США в 2010 році переписна місцевість мала площу 8,46 км², з яких 6,34 км² — суходіл та 2,12 км² — водойми.

## Демографія
Згідно з переписом 2010 року, у переписній місцевості мешкало 1855 осіб у 886 домогосподарствах у складі 496 родин. Густота населення становила 219 осіб/км².  Було 988 помешкань (117/км²).
Расовий склад населення:
| - 93,9 % — білих - 3,7 % — азіатів - 0,6 % — чорних або афроамериканців - 0,5 % — корінних американців |

До двох чи більше рас належало 1,0 %. Частка іспаномовних становила 0,9 % від усіх жителів.
За віковим діапазоном населення розподілялося таким чином: 19,7 % — особи молодші 18 років, 57,3 % — особи у віці 18—64 років, 23,0 % — особи у віці 65 років та старші. Медіана віку мешканця становила 49,6 року. На 100 осіб жіночої статі у переписній місцевості припадало 82,0 чоловіків;  на 100 жінок у віці від 18 років та старших — 77,3 чоловіків також старших 18 років.
Середній дохід на одне домашнє господарство  становив 103 605 доларів США (медіана — 78 162), а середній дохід на одну сім'ю — 138 372 долари (медіана — 128 036). Медіана доходів становила 57 157 доларів для чоловіків та 55 625 доларів для жінок. За межею бідності перебувало 6,2 % осіб, у тому числі 10,1 % дітей у віці до 18 років та 0,0 % осіб у віці 65 років та старших.
Цивільне працевлаштоване населення становило 1145 осіб. Основні галузі зайнятості: науковці, спеціалісти, менеджери — 20,3 %, освіта, охорона здоров'я та соціальна допомога — 18,7 %, роздрібна торгівля — 13,4 %, фінанси, страхування та нерухомість — 11,3 %.